# Bo Bóg dokopie
Bo Bóg dokopie – singel zespołu Voo Voo promujący płytę Voo Voo z kobietami.

## Lista utworów
| 1. | "Bo Bóg dokopie"                     | 4:15  |
|    | - muzyka i słowa: Wojciech Waglewski |       |
|    |                                      | 04:15 |
|    |                                      |       |